# Matopo giacomellii
Matopo giacomellii là một loài bướm đêm trong họ Noctuidae.